# Batracomorphus charis
Batracomorphus charis är en insektsart som beskrevs av Knight 1983. Batracomorphus charis ingår i släktet Batracomorphus och familjen dvärgstritar. Inga underarter finns listade i Catalogue of Life.